# Математична освіта

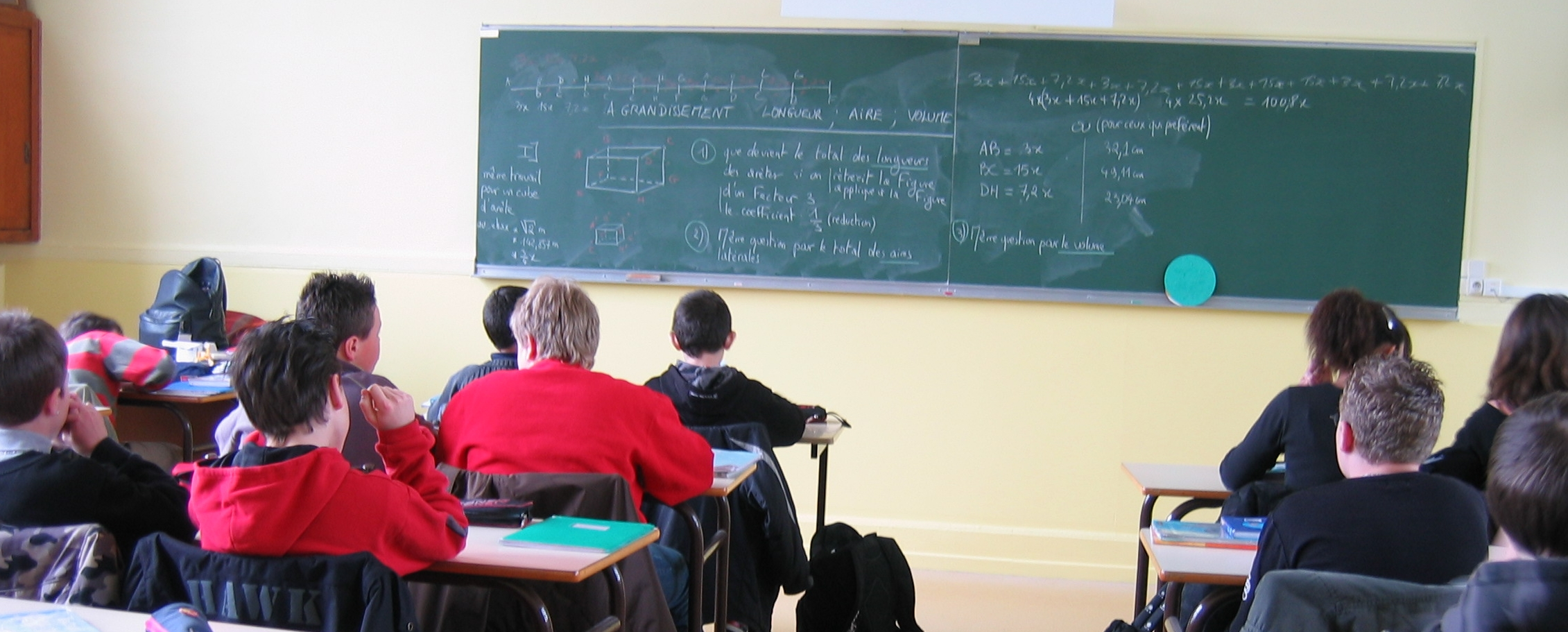
У математичному класі

Математична освіта — різновид професійної освіти, що забезпечує підготовку фахівців з різних галузей математики.
У сучасній науці математична освіта є практикою викладання і вивчення математики, а також пов'язаними науковими дослідженнями.
Дослідники математичної освіти в першу чергу займаються інструментами, методами та підходами, які полегшують практику або вивчення практики; однак дослідження математичної освіти, відомі на європейському континенті як дидактика чи педагогіка математики, розвинулися у широку область вивчення з її концепціями, теоріями, методами, національними та міжнародними організаціями, конференціями та літературою.

## Завдання математичної освіти
У різний час і в різних культурах і країнах математична освіта намагалася досягти різноманітних цілей. Дані цілі включали:
- Викладання та вивчення основних навичок лічби для всіх учнів[2].
- Викладання практичної математики (арифметика, елементарна алгебра, стереометрія, тригонометрія) для більшості студентів, щоб підготувати їх до професійної діяльності.
- Викладання абстрактних математичних понять (таких як множина і функція) у ранньому віці.
- Викладання окремих областей математики (таких як евклідова геометрія) як приклад аксіоматичної системи та модель дедуктивного мислення.
- Викладання окремих галузей математики (наприклад, обчислення) як приклад інтелектуальних досягнень сучасного світу.
- Викладання поглибленої математики для тих студентів, які хочуть зробити кар'єру в галузі науки, техніки, техніки та математики
- Викладання евристики та інших стратегій вирішення проблем для вирішення нестандартних задач.

## Методи
Методи, які використовуються в будь-якому конкретному випадку, значною мірою визначаються цілями, яких намагається досягти відповідна освітня система. Серед них:
- Класична освіта: викладання математики в рамках квадривіуму, частина класичної навчальної програми середньовіччя, яка, як правило, базувалася на Елементах Евкліда, які викладалися як парадигма дедуктивного міркування.
- Комп'ютерна математика — підхід, заснований на використанні математичного програмного забезпечення як основного інструменту обчислень.
- Комп'ютерна математична освіта, що передбачає використання комп'ютерів для навчання математики. Також розроблено мобільні додатки, які допомагають учням вивчати математику.
- Традиційний підхід: поступове та систематичне керівництво ієрархією математичних уявлень, ідей та прийомів.[3]
- Вправи: закріплення математичних навичок шляхом виконання великої кількості вправ подібного типу, наприклад, додавання дробів або розв'язування квадратних рівнянь.
- Нова математика: метод навчання математики, який зосереджується на абстрактних поняттях, таких як теорія множин, функції та бази
- Розв'язування проблем: розвиток математичної винахідливості, творчості та евристичного мислення шляхом постановки перед учнями відкритих, незвичайних, а іноді й невирішених завдань.
- Рекреаційна математика: розважальні математичні задачі можуть мотивувати учнів вивчати математику і можуть збільшити задоволення від математики.
- Вивчення напам'ять: навчання математичних результатів, визначень і понять шляхом повторення та запам'ятовування, як правило, без сенсу або підкріплене математичними міркуваннями.

## Зміст та вікові групи
Зміст математичної освіти складають: система математичних понять, фактів, теорій та зв'язків між ними, навички їх застосування; цілісне уявлення про математику як науку, її методи та можливості. Отримуючи математичну освіту, особа навчається оперувати схемами, алгоритмами, прийомами та методами розв'язування математичних задач; використовувати математичні знання на практиці, при розв'язуванні прикладних і професійних задач; застосовувати математичні методи в процесі пізнання дійсності (моделювання, конструювання, інтерпретації тощо). Математична освіта забезпечує належний рівень розвитку мислення (дедуктивного, раціонального, аналітичного, візуального, абстрактного, альтернативного, прагматичного, алгоритмічного тощо), його логічну строгість; відповідний рівень сформованості просторової уяви й позиційного просторового бачення. Якість змісту математичної освіти визначається його відповідністю суспільним ідеалам і соціальним замовленням, рівню розвитку науки, існуючим технічним та інформаційним засобам, адекватністю потребам практики (в широкому розумінні), загальнолюдським цінностям (рівню культурного розвитку суспільства). Кінцевий результат математичної освіти обумовлений математичною культурою, світоглядом, сформованістю професійних якостей суб'єкта освіти та виробленими навичками використовувати математичні знання на практиці.
Зміст освіти визначають нормативно-правові та науково-методичні документи: законодавчі акти, концепція, навчальні плани та програми, підручники, навчальні посібники. Математична освіта в Україні — структурний компонент загальної середньої освіти, професійної підготовки фахівців низки спеціальностей, вчителів і викладачів ВНЗів, науковців (професійних математиків-педагогів, математиків-науковців, математиків-прикладників) і популяризаторів науки. Відповідно до мети, змісту і кінцевого результату розрізняють 5 рівнів математичної освіти: загальноосвітній елементарний, загальноосвітній поглиблений, фундаментальний (базовий), фаховий (спеціальний), вищий (науковий).
Різні рівні математики викладаються в різному віці і в дещо різній послідовності в багатьох країнах. Іноді предмет може викладатися в більш ранньому віці ніж зазвичай.
У початковій школі математика в більшості країн викладається однаково, хоча є відмінності. Більшість країн, як правило, висвітлюють менше тем більш глибоко. У молодшому шкільному віці діти вивчають цілі числа та арифметику, включаючи додавання, віднімання, множення та ділення.
У середній школі алгебра та геометрія викладаються як окремі дисципліни в різні роки. Математика в більшості країн є інтегрованою, щороку вивчаються теми з усіх галузей математики.
У коледжах та університетах студенти точних наук вивчають числення з багатьма змінними, диференціальні рівняння та лінійну алгебру.
Математичні спеціальності продовжують вивчати різні інші галузі в рамках чистої математики — і часто прикладної математики — з вимогою певних поглиблених курсів з аналізу та сучасної алгебри.

## Стандарти
Протягом більшої частини історії стандарти математичної освіти встановлювалися на місцевому рівні, окремими школами або вчителями, залежно від рівня досягнень, які були релевантними для їхніх учнів та вважалися соціально відповідними для їхніх учнів.
У наш час відбувся рух до регіональних або національних стандартів, зазвичай під впливом ширшої стандартної шкільної програми. В Англії, наприклад, стандарти математичної освіти встановлені як частина національної навчальної програми, тоді як Шотландія підтримує власну освітню систему. У багатьох інших країнах є централізовані міністерства, які встановлюють національні стандарти або навчальні програми, а іноді навіть підручники.

## Дослідження

### Важливі результати
Одним із найсуттєвіших результатів останніх досліджень є те, що найважливішою ознакою ефективного навчання є надання учням «можливості вчитися». Вчителі можуть встановлювати очікування, час, типи завдань, запитання, прийнятні відповіді та тип обговорення, які впливатимуть на можливість студентів навчатися. Це повинно включати як ефективність навичок, так і концептуальне розуміння.

### Методологія
Як і інші освітні дослідження (і суспільні науки загалом), дослідження математичної освіти залежать як від кількісних, так і якісних досліджень. Кількісні дослідження включають дослідження, які використовують статистику висновку, щоб відповісти на конкретні запитання, наприклад, чи дає певний метод навчання значно кращі результати, ніж статус-кво. Найкращі кількісні дослідження включають вибіркові дослідження, де студентам випадковим чином призначаються різні методи для перевірки їх ефектів. Вони залежать від великих вибірок для отримання статистично значущих результатів.

## Історія розвитку математичної освіти в Україні
В історії становлення та розвитку математичної освіти України виділяють 5 етапів:
- започаткування вищої математичної освіти (1804–34),
- започаткування прогресивних нововведень у теорії та практиці освіти (1835–83),
- посилення прикладної спрямованості (1884—1917),
- під час радянської окупації (1917—1991),
- незалежної України (від 1991).

Найдавнішим джерелом про математичні знання епохи Русі є твір монаха Кирила Новгородського «Вчення бачити людині всіх років», присвячений арифметико-хронологічним розрахункам. Математику (арифметику, логіку) як навчальну дисципліну вищої школи вперше запровадили на території України в Острозькій академії (1576—1636). Заснування Львівського університету стало новим етапом становлення вищої математичної освіти в Україні: математику як окремий предмет розпочали вивчати на філософському факультеті. Курс передбачав вивчення арифметики, геометрії та деяких розділів прикладної математики.
У 2-й половині 18 століття з'явився окремий предмет — змішана математика. Тоді ж у Львівському університеті кількість предметів математичного циклу поступово збільшували, були заснована кафедра математики та астрономічна обсерваторія. Студенти вивчали арифметику, прогресії, пропорції, добування коренів, початки геометрії Евкліда; особливу увагу викладачі приділяли задачам на побудову.
Важливим етапом у розбудові вищої математичної освіти стало створення Києво-Могилянської академії, де у 3-му і 4-му класах вивчали арифметику та геометрію. У 2-й половині 18 століття у ній відкрили спеціальні класи чистої математики, у яких вивчали алгебру, геометрію, алгебричні, гармонічні, геометричні прогресії, змішану математику, механіку, тригонометрію, математичну хронологію.
На початку 19 століття центрами математичної освіти в Україні стали Університет св. Володимира (нині Київський національний університет імені Тараса Шевченка), Харківський, Новоросійський (нині Одеський університет), Львівський і Чернівецький університети, вони й донині дають ґрунтовну математичну освіту. Фаховий рівень математичної освіти в Україні забезпечують Дніпропетровський (нині Дніпро), Донецький (2015 року евакуйований у Вінницю), Житомирський, Запорізький, Миколаївський, Прикарпатський (Івано-Франківськ), Східно-європейський (Луцьк), Східно-український (2015 року евакуйований з Луганська у місто Сіверськодонецьк Луганської області), Ужгородський, Херсонський, Хмельницький, Черкаський університети, Національний університет «Чернігівський колегіум», Національний (Київ), Вінницький, Кіровоградський, Полтавський, Сумський, Тернопільський, Харківський педагогічні університети та ін.
При Інституті математики НАНУ (Київ), Інституті прикладних проблем механіки і математики НАНУ (Львів), Фізико-технічному інституті низьких температур НАНУ (Харків), Інституті прикладної математики і механіки НАНУ (2015 року евакуйований з Донецька у місто Слов'янськ Донецької області), Київському, Львівському, Ужгородському, Харківському, Чернівському університетах, Національному педагогічному університеті (Київ), Національному технічному університеті України «Київський політехнічний інститут», Національному університеті «Львівська політехніка» та інших функціонують аспірантура та докторантура з математичних спеціальностей.